# 뉴기니 준주
뉴기니 준주(영어: Territory of New Guinea)는 오늘날의 파푸아뉴기니 북반부에 있던 정치 체제로, 1914년부터 1975년까지 오스트레일리아가 위임통치령(1920~1946) 및 신탁통치령(1946~1975)으로 관리하였다.
제1차 세계대전 중 오스트레일리아군이 점령한 구 독일령 뉴기니 지역에 설립되어 1920년 국제연맹이 위임통치령으로 승인했다. 1949년에는 행정부가 파푸아 준주와 통합하여 파푸아 뉴기니 준주를 형성했으나, 입법, 사법, 공공 서비스 및 지방정부 등은 분리되었다. 1972년 자치 정부를 거쳐 1975년 파푸아 준주와 함께 파푸아뉴기니라는 주권 국가로 독립했다.

## 같이 보기
- 파푸아 준주